# 사운드박스

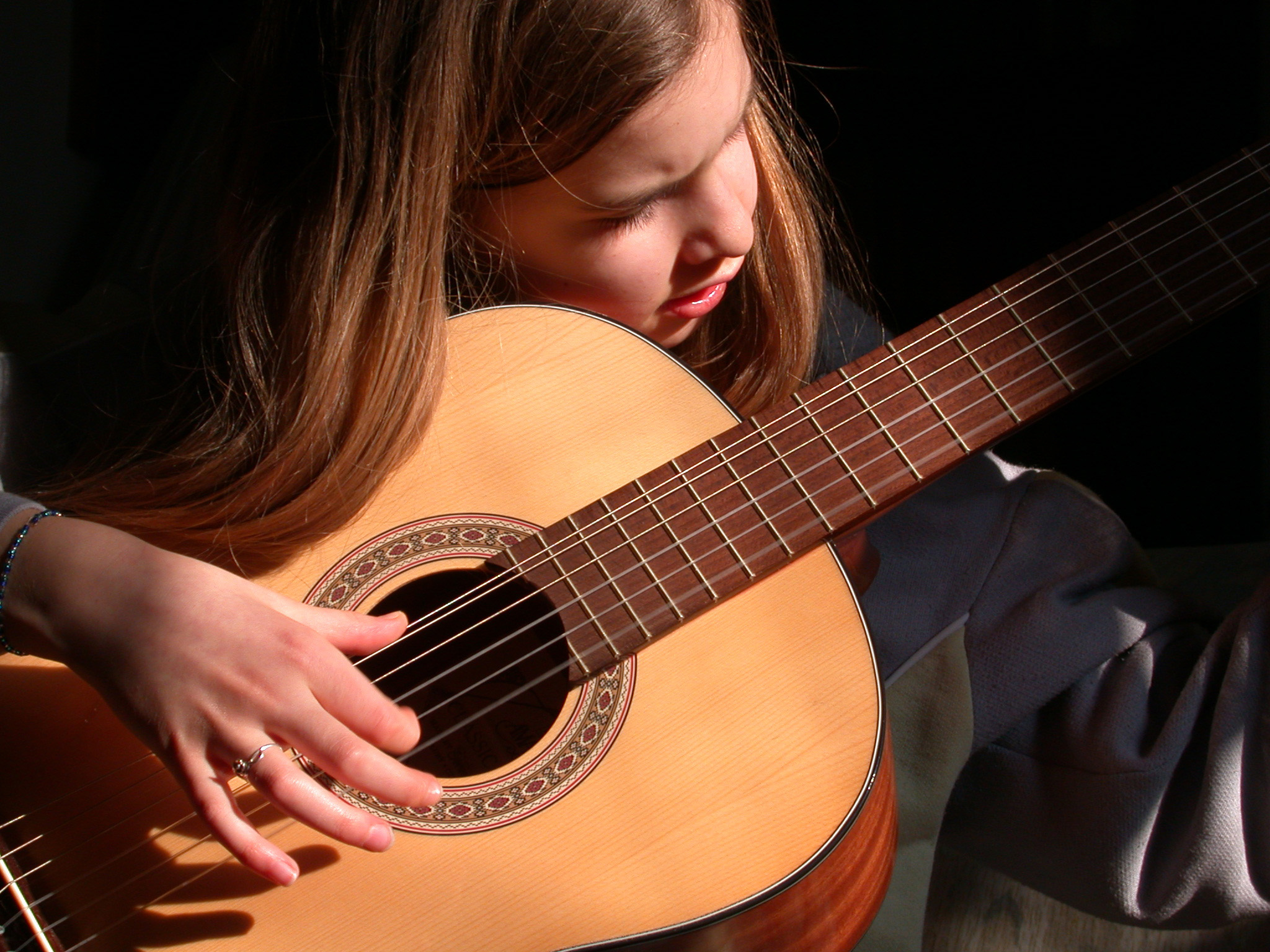
기타의 빈 구멍은 사운드박스이다.

사운드박스(sound box)는 소리를 증폭시켜주는 열린 통을 말한다. 기타의 속 부분이다. 소리상자나 울림상자라고도 한다. 공명을 통해 특정한 높이의 음을 더 많이 증폭시켜 음색을 좋게한다.

## 같이 보기
- 소리상자